# Microlicia longipedicellata
Microlicia longipedicellata är en tvåhjärtbladig växtart som beskrevs av Frank Almeda och Angela Borges Martins. Microlicia longipedicellata ingår i släktet Microlicia och familjen Melastomataceae. Inga underarter finns listade i Catalogue of Life.